# Consorophylax carinthiacus
Consorophylax carinthiacus är en nattsländeart som beskrevs av Malicky 1992. Consorophylax carinthiacus ingår i släktet Consorophylax och familjen husmasknattsländor. Inga underarter finns listade i Catalogue of Life.